# NGC 6154
NGC 6154 је спирална галаксија у сазвежђу Херкул која се налази на NGC листи објеката дубоког неба.
Деклинација објекта је + 49° 50' 25" а ректасцензија 16h 25m 30,6s. Привидна величина (магнитуда) објекта NGC 6154 износи 12,8 а фотографска магнитуда 13,7. NGC 6154 је још познат и под ознакама UGC 10382, MCG 8-30-12, CGCG 251-16, PGC 58095.